# Castelo (Moimenta da Beira)
Castelo ist eine Gemeinde (Freguesia) im portugiesischen Kreis Moimenta da Beira. In ihr leben 196 Einwohner (Stand 19. April 2021).